# Retrocognição
Na parapsicologia, a retrocognição, também conhecida como regressão de memória ou regressão a vidas passadas, é um suposto fenômeno parapsíquico espontâneo ou induzido no qual o indivíduo lembraria de lugares, fatos ou pessoas relativos a experiências passadas, sejam elas vidas ou períodos entre vidas.
Através das diferentes técnicas de regressão, seria possível acessar fatos ocorridos durante a vida adulta, a adolescência, a infância, o nascimento, a vida intra-uterina, e até mesmo experiências ocorridas em outras vivências que ainda afetam o dia-a-dia.
Da acordo com os praticantes, a regressão de memória pode ser induzida por hipnose ou técnicas respiratórias ou ocorrer espontaneamente. Além disso, seria possível resgatar memórias anteriores à vida intra-uterina, ou seja, experiências extra cerebrais que atuariam como marcas mnêmicas, como por exemplo o ato da concepção. A proposta carece de evidências científicas.